# Old American Songs
Old American Songs is de titel van twee bundels met oude Amerikaanse volksliedjes gearrangeerd voor tenor en piano door componist Aaron Copland. Later heeft Copland de sets bewerkt voor bariton (of mezzosopraan) en orkest.
De componist Benjamin Britten vroeg Copland een set Amerikaanse volksmelodieën te arrangeren voor zijn Music and Art Festival in Aldeburgh in Engeland. Copland doorzocht de collectie bladmuziek in de Harris Collection of American Poetry and Plays, in de John Hay Library van de Brown-universiteit in Providence, Rhode Island en koos:  
1. "The Boatmen’s Dance" uit 1843, een banjo-liedje van Dann D. Emmet.
2. "The Dodger", opgenomen door John en Alan Lomax in Arkansas en waarschijnlijk gebruikt in de presidentscampagne van Grover Cleveland tegen James Blaine.
3. "Long Time Ago", een anoniem blackfaceliedje, in 1837 bewerkt door George Pope Morris en Charles Edward Horn.
4. "Simple Gifts", een Shakerslied uit 1848 geschreven door ouderling Joseph Brackett.
5. "I Bought Me a Cat", een kinderliedje.

De eerste uitvoering vond plaats op 17 juni 1950 in Aldeburgh door tenor Peter Pears, begeleid door Britten op pianio. In 1951 ging het werk in première in Amerika, waarbij Copland zelf piano speelde en bariton William Warfield zong. De uitvoeingen hadden zoveel succes dat Copland besloot een tweede set te componeren.
Hij koos hiervoor:
1. "The Little Horses", een kinderslaapliedje
2. "Zion's Walls", een revivallied toegeschreven aan John McCurry.
3. "The Golden Willow Tree", een variant van de bekendere ballade "The Golden Vanity".
4. "At the River", een hymne uit 1985 van dominee Robert Lowry.
5. "Ching-a-Ring Chaw", een liedje uit een Minstrel show.

De tweede set ging in première in 1953, opnieuw uitgevoerd door Warfield en Copland.
Copland bewerkte beide sets voor vocale solist en orkest in 1957.
De nummers zijn ook gearrangeerd voor koor door Irving Fine (Set 1: nummers 1, 3 en 5; Set 2: nummer 5), David L. Brunner (Set 1: nummers 2 en 4; Set 2: nummer 1), Glenn Koponen (Set 2: nummer 2), Gregory Rose (Set 2: nummer 3) en Raymond Wilding-White (Set 2: nummer 4). Deze transcripties werden pas op plaat vastgelegd in 1985, toen een cd werd uitgebracht met het Mormon Tabernacle Choir en het Utah Symphony Orchestra onder leiding van Michael Tilson Thomas.